# 榎本千鶴
榎本千鶴（1976年9月22日—） ，日本漫畫家，出身於東京都。
1996年在集英社《Ribon》12月號以出道，目前活躍於《Ribon》。

## 主要作品
- 灌籃女孩（全2冊）
- 黑色星期五（全3冊）